# JNNニュースコール
『JNNニュースコール』（ジェイエヌエヌニュースコール）は、1975年1月6日から1976年9月24日までの平日と1991年4月1日から1993年10月3日までTBS系列 (JNN) で放送された朝の報道番組・情報番組である。

## 概要

### 第1期
1972年4月に、『モーニングジャンボ』が『モーニングジャンボJNNニュースショー』と『モーニングジャンボ奥さま8時半です』に分割されたが、前者が、1975年1月を機に当番組と『モーニングジャンボおはよう地球さん』に分割されることとなった。
放送時間は平日7:00 - 7:20 （以下全てJST）。当時は日本テレビ系列の南海放送でも、『おはよう地球さん』をネットしていた関係から放送されていた。
なお、キャスターはTBSの男性アナウンサーのシフト勤務であった。

### 第2期
『地球!朝一番」『JNNおはようニュース&スポーツ』の後番組として、1991年4月から1993年9月まで、平日は6:00 - 7:00、土曜日・日曜日は6:30 - 7:00に放送。JNN協定適用のため、月曜 - 日曜6:30 - 7:00を全国放送としていた（全国放送枠内にもローカルニュース、ローカル天気予報の時間はあり）。メイン中継としてJNNニューヨーク支局ルーシー・シーハムによる報告（内容はウォールストリートの経済情報やNYのトピックなど）のほかJNNワシントンD.C.、ロンドン、北京支局中継を結びニュース解説もした。また、南海放送でも1992年3月27日まで最初の30分間（6:00 - 6:30）のみネットしていた（『NNNニュースジパング』開始のため打ち切り）。平日は、『地球!朝一番』の後継枠として、前半の6:00 - 6:30は『ニュースコール』として任意ネットで放送された。初期は排他協定外の放送枠にもかかわらず「JNN」ロゴが付いていた。青森テレビ・IBC岩手放送・テレビユー山形・毎日放送・山陰放送・長崎放送・宮崎放送 • 琉球放送では6時台前半は放送されていなかった(山陰放送は1991年10月より前半もネット)。オープニング音楽は6:00と6:30とで異なっていた。1992年10月5日からの平日6:30と土曜・日曜の内容は『JNNおはようニュース&スポーツ』と同じ内容だった（土曜・日曜は1994年10月2日までの『あなたにオンタイム』も『JNNおはようニュース&スポーツ』と同じ内容だった）。

### ニュースコール おはよう藤田です
1992年10月以降は前半の放送時間を5:45 - 6:30に拡大し、藤田和弘（元TBSアナウンサー）司会で、冠番組『ニュースコール おはよう藤田です』が放送された。「おはよう藤田です」の出演者は全国枠には出演しなかったため、事実上は別番組と言える。テーマ曲はVittorio Lue「Serenade 1」。毎日放送とテレビ山口は当番組からTBS制作平日午前5時台・6時台前半、報道番組の放送を開始した。1993年3月頃までCBCテレビなど6:00から放送していた地域があった。1992年9月までと同じく、青森テレビ・IBC岩手放送・テレビユー山形・山陰放送・長崎放送・熊本放送・宮崎放送・琉球放送では放送されていなかった。

## 主な歴代キャスター（第2期）
特記以外TBSアナウンサー。
| 期間                                                                                 | 期間      | 平日版     | 平日版    | 平日版     | 平日版     | 平日版   | 平日版     | 週末版   | 週末版    | おはよう藤田です | おはよう藤田です   |
| 期間                                                                                 | 期間      | 男性       | 男性      | 男性       | 女性       | 女性     | 女性       | 男性     | 女性      | 男性             | 女性               |
| 期間                                                                                 | 期間      | 月曜・火曜 | 水曜      | 木曜・金曜 | 月曜・火曜 | 水曜     | 木曜・金曜 | 男性     | 女性      | 男性             | 女性               |
| ------------------------------------------------------------------------------------ | --------- | ---------- | --------- | ---------- | ---------- | -------- | ---------- | -------- | --------- | ---------------- | ------------------ |
| 1991.4.1                                                                             | 1992.4.5  | 柴田秀一1  | 柴田秀一1 | 松原耕二   | 山岡三子   | 山岡三子 | 小笠原保子 | 松永邦久 | 神津栄子  | 放送なし         | 放送なし           |
| 1992.4.6                                                                             | 1992.10.4 | 柴田秀一   | 近藤美矩  | 近藤美矩   | 宮野比呂美 | 金剛英華 | 金剛英華   | 松永邦久 | 有村美香2 | 放送なし         | 放送なし           |
| 1992.10.5                                                                            | 1993.3.28 | 近藤美矩1  | 近藤美矩1 | 近藤美矩1  | 金剛英華   | 金剛英華 | 金剛英華   | 浦口直樹 | 有村美香2 | 藤田和弘         | 久田直子 鎌田佳子3 |
| 1993.3.29                                                                            | 1993.10.3 | 近藤美矩1  | 近藤美矩1 | 近藤美矩1  | 金剛英華   | 金剛英華 | 金剛英華   | 鈴木順2  | 有村美香2 | 藤田和弘         | 久田直子 鎌田佳子3 |
| - 1 『ビッグモーニング』と兼務。 - 2 『あなたにオンタイム』も続投。 - 3 お天気担当。 |           |            |           |            |            |          |            |          |           |                  |                    |